# Jens Debusschere
Jens Debusschere (* 28. August 1989 in Roeselare) ist ein ehemaliger belgischer Radrennfahrer.

## Sportlicher Werdegang
Jens Debusschere wurde 2006 auf der Bahn belgischer Meister in der Mannschaftsverfolgung der Juniorenklasse. Im nächsten Jahr wurde er auf der Straße belgischer Meister im Straßenrennen und er gewann die Juniorenaustragung der Ronde van Vlaanderen. Außerdem war er beim Vlaams-Brabant Classic Zemst-Laar erfolgreich und bei einem Teilstück der Keizer der Juniores Koksijde. In der U23-Klasse gewann Debusschere 2009 die Provinzialmeisterschaft in West-Flandern und zwei Etappen bei der Ronde van Vlaams-Brabant.
Ende der Saison 2009 fuhr er für das belgische UCI Professional Continental Team Topsport Vlaanderen-Mercator als Stagiaire. Im darauffolgenden Jahr fuhr Debusschere wiederum als Stagiare, diesmal bei Omega Pharma-Lotto. Im Jahr 2011 wechselte er zum Lotto Belisol Team, das einen Großteil der Fahrer des Teams Omega Pharma-Lotto übernahm.
Erste Erfolge in internationalen Eliterennen erzielte er im Jahr 2013, als er die Kampioenschap van Vlaanderen, eine Etappe und die Gesamtwertung der Tour de l’Eurométropole und den Nationale Sluitingsprijs gewann. Er gewann diese Rennen jeweils durch Siege in Massensprints. Bei der Tour de Wallonie 2014 gewann er die erste Etappe, was der erste Sieg bei einem Rennen der hors categorie war. Zudem sicherte er sich den Titel des belgischen Meisters im Straßenrennen, bei dem er im Massensprint unter anderem Tom Boonen distanzieren konnte. In der Saison 2015 erzielte er den wichtigsten Sieg seiner Karriere, als er auf der UCI WorldTour die zweite Etappe von Tirreno-Adriatico gewann. Bis 2018 folgten mit Dwars door Vlaanderen und Etappenerfolgen bei der Tour de Wallonie und der Belgien-Rundfahrt weitere Siege bei Rennen der hors categorie.
Zur Saison 2019 wechselte Debusschere zum Team Team Katusha Alpecin, wo er neben eigenen Ambitionen auch im Sprintzug von Marcel Kittel eingesetzt werden sollte. Durch die Auflösung des Teams wechselte er zur Saison 2020 erneut und wurde Mitglied im Team B&B Hotels. Im Team nahm er vorrangig Helferaufgaben wahr, eigene Erfolge konnte er nicht mehr erringen.
Insgesamt nahm Debusschere im Verlauf seiner Karriere achtmal an einer Grand Tour teil, von denen er jedoch nur drei beendete. Bei der Vuelta 2017 beim Giro 2018 und bei der Tour de France 2019 erreichte er jeweils einen fünften Platz als bestes Tagesergebnis.
Nachdem das Team B&B Hotels am Ende der Saison 2022 aufgelöst worden war, war Debusschere einer der Fahrer, der kein neues Team fand. Daher fuhr er zunächst für die Renngemeinschaft Yaro-Belisol, um im Juni 2023 seine Karriere als Radprofi endgültig zu beenden.

## Familie
Seine beiden älteren Brüder Maxim Debusschere und Kevin Debusschere waren auch Radsportler. Maxim fuhr 2007 und 2008 für das belgische UCI Continental Team Sunweb Pro Job und Ende der Saison 2009 für das russische UCI ProTeam Katusha als Stagiaire. 2010 fuhren Maxim und Jens zusammen beim PWS Eijssen Cycling Team.

## Erfolge
2006
- Belgischer Meister – Mannschaftsverfolgung (Junioren) (mit Matthias Allegaert, Gieljan Engelrelst und Stijn Steels)

2007
- Belgischer Meister – Straßenrennen (Junioren)
- Ronde van Vlaanderen (Junioren)

2013
- Kampioenschap van Vlaanderen
- Gesamtwertung und eine Etappe Tour de l’Eurométropole
- Nationale Sluitingsprijs

2014
- Belgischer Meister – Straßenrennen
- eine Etappe Tour de Wallonie
- Nationale Sluitingsprijs

2015
- eine Etappe Tirreno–Adriatico
- Grand Prix de Wallonie
- Omloop van het Houtland
- eine Etappe Tour de l’Eurométropole

2016
- Dwars door Vlaanderen

2017
- eine Etappe Tour des Hauts-de-France
- eine Etappe und Punktewertung Belgien-Rundfahrt

2018
- eine Etappe Tour de Wallonie

## Grand-Tour-Platzierungen
| Grand Tour            | 2012 | 2013 | 2014 | 2015 | 2016 | 2017 | 2018 | 2019 | 2020 |
| --------------------- | ---- | ---- | ---- | ---- | ---- | ---- | ---- | ---- | ---- |
| Giro d’ItaliaGiro     | –    | –    | –    | –    | –    | –    | 136  | –    |      |
| Tour de FranceTour    | –    | –    | –    | 145  | DNF  | –    | –    | 153  | DNF  |
| Vuelta a EspañaVuelta | DNF  | –    | 107  | –    | –    | DNF  | –    | –    |      |